# Hockey Club Quévertois
El Hockey Club Quévertois comúnmente llamado con el nombre de HC Dinan-Quévert o Hockey Club Dinan Quévert Cotes d'Armôr - Team Cordon por razones de patrocinio, es un equipo francés de hockey sobre patines con sede en localidad de Quévert. Actualmente disputa la Nationale 1 Elite en el pabellón Salle Omnisports de Dinan, un recinto multideportivo de parqué, cinco vestuarios y unas dimensiones de 40 por 20 metros.

## Historia
El equipo fue fundado en el año 1987 y a nivel nacional ha conquistado un total de 11 títulos de Liga y 3 copas de Francia, haciendo el doblete en 2008 y 2015.

## Palmarés
- 11 Campeonatos de Liga: 1997, 1998, 1999, 2000, 2002, 2008, 2012, 2014, 2015, 2018 y 2019
- 3 Campeonatos de Copa: 2008, 2013 y 2015